# Braunsia cariosa
Braunsia cariosa är en stekelart som beskrevs av Günther Enderlein 1904. Braunsia cariosa ingår i släktet Braunsia och familjen bracksteklar. Inga underarter finns listade.